# 虎跳门水道
虎跳门水道，位于中华人民共和国广东省江门市新会区和珠海市斗门区之间，北起珠海斗门莲洲镇横坑西口，接劳劳溪和横坑口，向西南经江门市新会区大广海湾经济区、沙堆镇大环村、八顷村、梅兴村、梅阁村，珠海斗门莲洲镇新益村、新洲村、斗门镇上洲村、下洲村、小濠冲村、大濠冲村等地，最后出虎跳门，崖门水道入黄茅海。全长15千米，河床平均比降0.5‰，区域集水面积121.5平方千米。虎跳门水道平均宽200米，2001年进行航道治理后，可通行300～1000吨级船舶。